# Tvrdošovce
Tvrdošovce, dříve Tardošked (maďarsky Tardoskedd) jsou obec na Slovensku, v okrese Nové Zámky, v Nitranském kraji. Při sčítání lidu v roce 2021 mělo v obci 39,2% obyvatel slovenskou národnost, 55,1% maďarskou, 0,5% českou, 0,3% romskou a 4,2% obyvatel národnost neuvedlo.

## Příroda
V katastrálním území obce Tvrdošovce je evropsky významná lokalita (slovensky územie európskeho významu) Panské lúky, která je součástí ptačí oblasti (slovensky chránené vtáčie územie) Dolné Považie.

## Historie
První písemná zmínka o obci pochází z roku 1221. V obci je kostel sv. Štefana krále ze 14. století. V letech 1938 až 1945 byly Tvrdošovce (na základě první vídeňské arbitráže) součástí Maďarského království.

## Rodáci
- Jozef Móder, fotbalový reprezentant a mistr Evropy z roku 1976
- Mikuláš Rutkovský, sochař a medailér
- Alexander Winter, podnikatel, budovatel lázní Piešťany

## Partnerská města
- Bonyhád (Maďarsko)
- Zetelaka (Rumunsko)
- Szákszend (Maďarsko)
- Nagyatád (Maďarsko)
- Környe (Maďarsko)
- Piliš (Maďarsko)
- Tardoš (Maďarsko)
- Siurte (Ukrajina)